# Von-Bellingshausen-Küste
Koordinaten: 68° 49′ S, 90° 28′ W
Die Von-Bellingshausen-Küste (norwegisch Von Bellingshausenkysten) bildet die Ostküste der Peter-I.-Insel in der Antarktis. Sie reicht von  der Mündung des Simonovbreen im Norden bis zum Michajlovodden im Süden. Im Norden schließt sich die Mirny-Küste an, und im Süden die Wostok-Küste.
Norwegische Wissenschaftler benannten sie nach dem russischen Seefahrer Fabian Gottlieb von Bellingshausen (1778–1852), dem Entdecker der Peter-I.-Insel.